# Кубок Ліхтенштейну з футболу 2024—2025
Кубок Ліхтенштейну з футболу 2024–2025 — 80-й розіграш кубкового футбольного турніру в Ліхтенштейні. Титул здобув Вадуц.

## Календар
| Раунд            | Дата              | Матчі | Клуби   |
| ---------------- | ----------------- | ----- | ------- |
| Попередній раунд | 14 серпня 2024    | 1     | 17 → 16 |
| 1/8 фіналу       | 4–18 вересня 2024 | 8     | 16 → 8  |
| 1/4 фіналу       | 16–30 жовтня 2024 | 4     | 8 → 4   |
| 1/2 фіналу       | 9–23 квітня 2025  | 2     | 4 → 2   |
| Фінал            | 20 травня 2025    | 1     | 2 → 1   |

## Попередній раунд
| Команда 1        | Рахунок | Команда 2     |
| ---------------- | ------- | ------------- |
| 14 серпня 2024   |         |               |
| Бальцерс III (9) | 2–6     | Вадуц III (8) |

## 1/8 фіналу
| Команда 1          | Рахунок | Команда 2      |
| ------------------ | ------- | -------------- |
| 4 вересня 2024     |         |                |
| Руггелль II (8)    | 2–1     | Шан (6)        |
| 10 вересня 2024    |         |                |
| Вадуц III (8)      | 0–8     | Руггелль (6)   |
| 17 вересня 2024    |         |                |
| Трізен (7)         | 0–13    | Вадуц (2)      |
| Ешен-Мауре II (8)  | 3–0     | Шан II (8)     |
| Бальцерс II (8)    | 0–5     | Вадуц-2 (6)    |
| Трізенберг II (9)  | 3–2     | Трізен II (8)  |
| 18 вересня 2024    |         |                |
| Трізенберг (7)     | 0–4     | Ешен-Мауре (4) |
| Ешен-Мауре III (8) | 1–6     | Бальцерс (5)   |

## 1/4 фіналу
Жеребкування було проведено 19 вересня 2024 року колишнім гравцем збірної Ліхтенштейну з футболу Даніелем Гаслером.
| Команда 1         | Рахунок | Команда 2         |
| ----------------- | ------- | ----------------- |
| 16 жовтня 2024    |         |                   |
| Трізенберг II (9) | 0–10    | Вадуц (2)         |
| 29 жовтня 2024    |         |                   |
| Руггелль II (8)   | 3–1     | Ешен-Мауре II (8) |
| 30 жовтня 2024    |         |                   |
| Вадуц-2 (6)       | 1–3 дч  | Ешен-Мауре (4)    |
| Руггелль (6)      | 1–2 дч  | Бальцерс (5)      |

## 1/2 фіналу
Жеребкування було проведено 4 листопада 2024 року.
| Команда 1       | Рахунок | Команда 2    |
| --------------- | ------- | ------------ |
| 9 квітня 2025   |         |              |
| Руггелль II (8) | 0–15    | Бальцерс (5) |
| 23 квітня 2025  |         |              |
| Ешен-Мауре (4)  | 3–7     | Вадуц (2)    |

## Фінал
| 20 травня 2025 20:00 (EEST) |

| Бальцерс              | 2:3      | Вадуц                              |
| --------------------- | -------- | ---------------------------------- |
| Мураті 14' Форрер 49' | Протокол | Кавегн 65', 78' (пен.) Наварро 75' |

| Райнпарк, Вадуц Глядачів: 1 185 Арбітр: Хюссеїн Санлі |